# Wolffiella oblonga
Wolffiella oblonga là một loài thực vật có hoa trong họ Ráy (Araceae). Loài này được (Phil.) Hegelm. miêu tả khoa học đầu tiên năm 1895.